# Konso (zona)
Konso è una delle zone amministrative in cui è suddivisa la Regione delle Nazioni, Nazionalità e Popoli del Sud in Etiopia.

## Woreda
La zona è composta da 4 woreda:
1. Karat town
2. Karat Zuria
3. Kena
4. Segen Zuria